# Династія ранніх Ле
Династія ранніх Ле (980 —1009 роки) — в'єтнамська династія, що правила в державі Дайв'єт. Утворилася після занепаду династії Дінь. зуміла зберегти незалежність від китайської імперії Сун. У 1009 році внаслідок державного заколоту її змінила династії пізніх Лі.

## Історія
Становленню династії сприяв військовик Ле Хоан, що розпочав службу ще за династії Нго. Вже в 979 р. внаслідок державного перевороту від рук заколотників загинув Дінь Бо Лінь та його старший син-спадкоємець Ліен. Урятувався тільки шестирічний син правителя — Тоан. Цим одразу ж скористався Китай, направивши в 980 р. у країну потужну армію і флот . За таких умов Дайков'єт потребував діючого правителя, і ним став Ле Хоан, на той час вже очільник палацової гвардії. Він заснував нову правлячу династії. 
981 року зумів відбити напади імперії Сун та Чампи. З першою було укладено мирний договір, за яким Ле Хоана було визнано ваном Дайков'єту, водночас він не був зобов'язаний прибути до китайської столиці. У 990 році здійснено успішний похід проти Чампи. Разом з тим витрати на його підготовку та здійснення суттєво підірвали економіку Дайков'єту.
Згодом основна увага була приділена стосунками з сунськими імператорами, з якими до 994 року стосунки були повністю відновленні. Також політика ванів Ранньої Ле спрямовувалася на підкорення гірських племен на півночі.
1005 року після смерті Ле Хоана почалася боротьба за владу між його синами, що мали власні володіння. Зрештою до влади прийшов Ле Лонг Дінь, який повалив брата Ле Лонг В'єта. Лонг Дінь багато зробив для приборкання знатті та зменшення сепаратизму, за що оголошений тираном та садистом. В результаті заколоту 1009 року його було повалено. До влади прийшла нова династія Пізніх Лі.

## Державний устрій
На чолі стояв володар з титулом вионг (на кшталт китайського вана). Йому підпорядковувалася армія та бюрократичний апарат. Водночас знать мала значні володіння, з чим невдало боролися представники династії.
Було запроваджено нову адміністративно-територіальну систему за сунським зразком. Тепер дайков'єт поділявся на 10 провінцій. Керували ними представники правлячої династії. Також було запроваджено
центральний уряд із 6 міністерств (бо) та численних канцелярій за китайським зразком.

## Економіка
Значна увага приділялася розвитку сільського господарства, основи економіки держави. Відбулося розширення й удосконалення мережі іригаційних каналів та суходільних шляхів. Уряд заохочував підданих до освоєння диких і незайманих земель шляхом їх заселення, надаючи їм власність за нижчою ціною і одночасно розширюючи свій вплив в незаселених регіонах. Селяни ділили землю порівну і обробляли її, регулярно сплачуючи податки до скарбниці вана. Також існувала імператорська земля, земля храмів та мандаринів.
Проведена реформа оподаткування, засноване на земельної власності. Податки включали податок на суспільні блага, який становив десятиденну робочу силу для громадських проектів; податок на майно домашніх господарств, що виплачується щорічно; і військовий податок, який додається до податку на домашні господарства спеціально для військових операцій, включно з громадською безпекою будинку.
Одночасно проводилася політика заохочення торгівлі, майно торговців не оподатковувалося, за винятком земельних ділянок. Зовнішня торгівля була переважно спрямована на Китай, частково на Чампу.
Була організована високоефективна кіннопоштова служба (в якій окрім вершників широко застосовували спеціально навчених поштових гусаків — аналог європейської голубиної пошти).
Була запущена в обіг перша в'єтська монета.

## Вірування
Влада всіляко сприяла злиттю авторитетних буддійських доктрин з культовими традиціями національної в'єтської релігії то тіен (культу предків).